# Gröben (Teuchern)
Gröben ist ein Ortsteil der Einheitsgemeinde Stadt Teuchern im Burgenlandkreis in Sachsen-Anhalt.

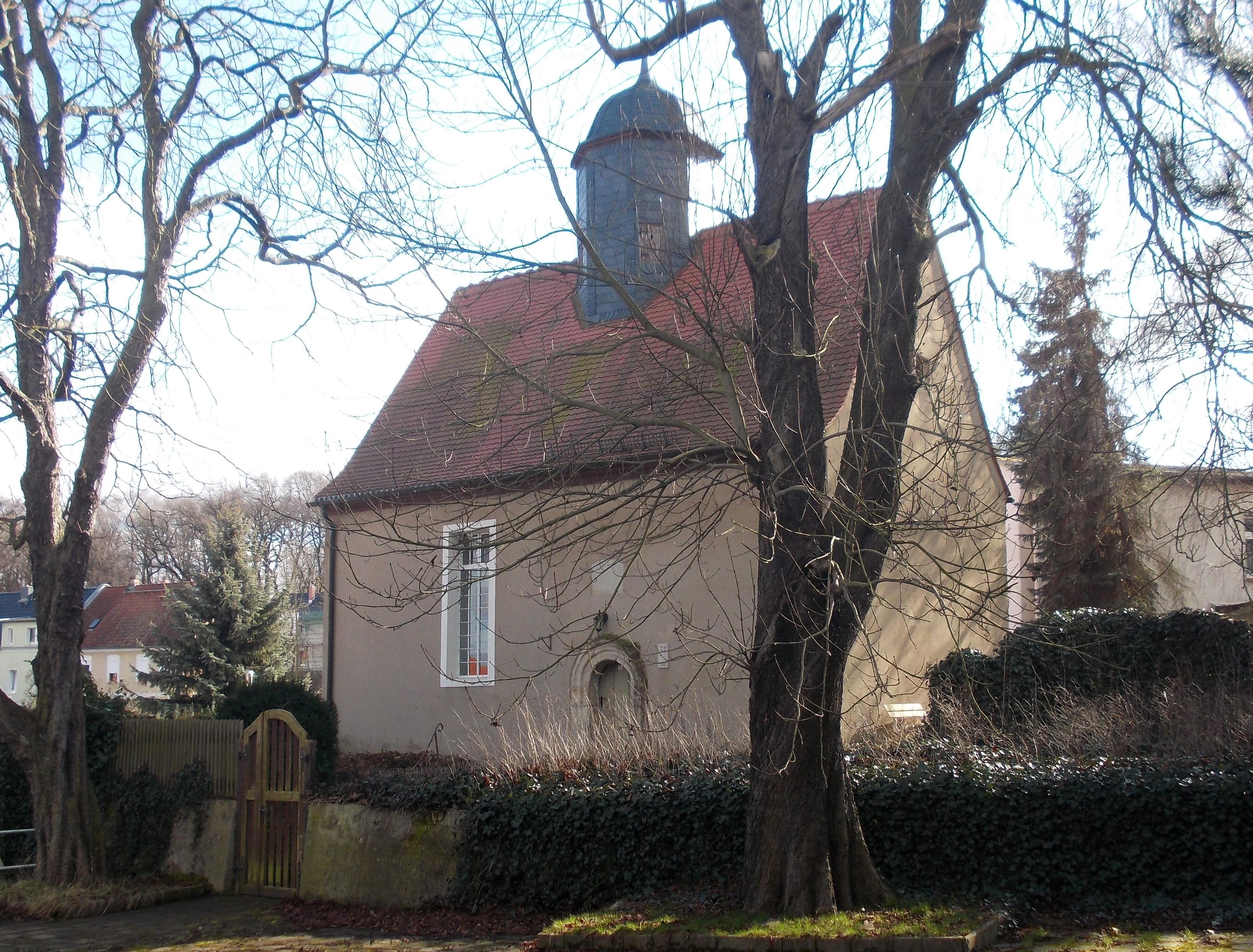
Kirche Gröben

## Geografie
Gröben liegt zwischen Halle (Saale) und Gera.

### Gemeindegliederung
Als Ortsteile der Ortschaft Gröben sind Gröben und Runthal ausgewiesen.

## Geschichte
Gröben gehörte bis 1815 als Enklave im Amt Weißenfels zum kursächsischen Amt Pegau. Durch die Beschlüsse des Wiener Kongresses kam der Ort wie sein Umland zu Preußen und wurde 1816 dem Landkreis Weißenfels im Regierungsbezirk Merseburg der Provinz Sachsen zugeteilt, zu dem er bis 1944 gehörte.
Aus der Stadt Teuchern und den Gemeinden Deuben, Gröben, Gröbitz, Krauschwitz, Nessa, Prittitz und Trebnitz wird zum 1. Januar 2011 per Gesetz die Einheitsgemeinde Stadt Teuchern gebildet. Mit Bildung der neuen Stadt werden die an der Neubildung beteiligte Stadt und die beteiligten Gemeinden aufgelöst. Außerdem hörte die Verwaltungsgemeinschaft Vier Berge-Teucherner Land, in der alle vereinigten Gemeinden organisiert waren, auf zu existieren.

## Politik

### Ortschaftsrat
Der Ortschaftsrat der Ortschaft Gröben setzte sich aus 5 Ratsfrauen und Ratsherren zusammen.
- 5  Einzelbewerber

(Stand: Kommunalwahl am 9. Juni 2024)

### Ortsbürgermeister
Der ehrenamtliche Ortsbürgermeister Wolfgang Emmerich wurde erstmals am 7. Juni 2009 gewählt.

### Wappen
Blasonierung: „Im Wellenschnitt geteilt von Blau und Silber, oben die Stiele zugekehrt, zwei zueinander gegenschräge silberne Lindenblätter, unten ein schwarzes Bergmannsgezähe balkenweise zwischen zwei blauen Ähren.“
Zur gewünschten Symbolik und Tingierung hieß die Auftragstellung: „Es handelt sich um ein zweigeteiltes Wappen in den Grundfarben blau und weiß, den Farben des Ortes. Die beiden Lindenblätter stellen die Ortsteile Gröben und Runthal dar, die zusammen die Gemeinde Gröben bilden. In beiden Ortsteilen ist die Linde ein typischer Baum (Dorfstraßen und Dorfplatz). Dazwischen fließt die Rippach, ein Bach, der sie gleichermaßen trennt und verbindet. Das Bergmannszeichen symbolisiert den Bergbau, der vielen Einwohnern jahrzehntelang Lohn und Brot gab. Ein Teilbetrieb der Riebeckschen Montanwerke, später Braunkohlenkombinat ‘Erich Weinert’, gehörte territorial zu Gröben. Es handelte sich um den Betriebsteil ‘Voß’, wo sich eine Schwelerei und Brikettpressen befanden.“ Dieser Vorgabe wurde entsprochen. Um den dörflichen Charakter zu unterstreichen, sind das Schlägel und Eisen begleitende Ähren aufgenommen. Die Tinktur Blau bezieht sich auf die Rippach.
Das Wappen wurde 2004 vom Magdeburger Kommunalheraldiker Jörg Mantzsch gestaltet.
Weiß-Blau sind die Farben des Ortsteils und die der Flagge.

### Gemeindepartnerschaft
Seit 1995 besteht eine Partnerschaft mit der Stadt Saint-Jean-Bonnefonds in Frankreich.

## Wirtschaft und Infrastruktur

### Verkehr
Die Ortschaft liegt westlich der Bundesstraße 91, die von Weißenfels nach Zeitz führt.

## Persönlichkeiten
- Michael Weber (1754–1833), evangelischer Theologe
- Johann Gottfried Zehler (1811–1873), Lehrer und Naturforscher
- Joachim Hans Hinniger (1923–2009), Rechtsanwalt, Notar, ebenfalls Ehrenbürger von Gröben
- Dietrich Weise (1934–2020), Fußballspieler und Fußballtrainer
- Joachim Rothe (* 1953 in Gröben), Steiger Veredlungsanlagen, Ehrenbürger in Gröben